# Чемпионат Европы по спортивной акробатике 1988
9-й чемпионат Европы по спортивной акробатике прошёл в Антверпене (Бельгия) в 1988 году. В качестве результатов учитывались результаты выступлений спортсменов европейских стран на 8-м чемпионате мира.

## Результаты

### Мужская акробатика

#### Многоборье
| Ранг | Команда           | Страна   | Очки  |
| ---- | ----------------- | -------- | ----- |
| 1    | Сергей Погиба     | СССР     | 29,53 |
| 2    | Йордан Цинцарский | Болгария | 29,30 |
| 3    | Паскаль Эузан     | Франция  | 29,03 |
| 3    | Кшиштоф Вилуш     | Польша   | 29,03 |

#### Первое упражнение
| Ранг | Команда           | Страна   | Очки  |
| ---- | ----------------- | -------- | ----- |
| 1    | Йордан Цинцарский | Болгария | 19,66 |
| 2    | Кшиштоф Вилуш     | Польша   | 19,50 |
| 2    | Паскаль Эузан     | Франция  | 19,50 |

#### Второе упражнение
| Ранг | Команда           | Страна   | Очки  |
| ---- | ----------------- | -------- | ----- |
| 1    | Сергей Погиба     | СССР     | 19,60 |
| 2    | Кшиштоф Вилуш     | Польша   | 19,43 |
| 3    | Йордан Цинцарский | Болгария | 19,40 |

### Группы мужские

#### Многоборье
| Ранг | Команда                                                            | Страна   | Очки  |
| ---- | ------------------------------------------------------------------ | -------- | ----- |
| 1    | Виктор Куралесов, Виктор Быстров, Владимир Симонов, Капиз Измайлов | СССР     | 29,56 |
| 2    | Федор Цветков, Иван Панайотов, Станимир Сотиров, Милен Тренков     | Болгария | 29,29 |
| 3    | Лутц Хилькер, Славек Халада, Петер Шмидт, Штефан Хоффман           | ФРГ      | 27,86 |

#### Баланс
| Ранг | Команда                                                            | Страна | Очки  |
| ---- | ------------------------------------------------------------------ | ------ | ----- |
| 1    | Виктор Куралесов, Виктор Быстров, Владимир Симонов, Капиз Измайлов | СССР   | 19,60 |
| 2    | Лутц Хилькер, Славек Халада, Петер Шмидт, Штефан Хоффман           | ФРГ    | 19,23 |
| 3    | Петр Новак, Гжегош Гудзвонь, Гжегош Белец, Кшиштоф Брудни          | Польша | 17,72 |

#### Темп
| Ранг | Команда                                                            | Страна | Очки  |
| ---- | ------------------------------------------------------------------ | ------ | ----- |
| 1    | Виктор Куралесов, Виктор Быстров, Владимир Симонов, Капиз Измайлов | СССР   | 19,80 |
| 2    | Петр Новак, Гжегош Гудзвонь, Гжегош Белец, Кшиштоф Брудни          | Польша | 19,76 |
| 3    | Лутц Хилькер, Славек Халада, Петер Шмидт, Штефан Хоффман           | ФРГ    | 18,36 |

### Мужские пары

#### Многоборье
| Ранг | Команда                             | Страна   | Очки  |
| ---- | ----------------------------------- | -------- | ----- |
| 1    | Сергей Чижевский, Валерий Ляпунов   | СССР     | 29,76 |
| 2    | Румен Лачков, Неделко Неделчев      | Болгария | 29,46 |
| 3    | Роберт Вультанский, Мариуш Полански | Польша   | 29,02 |

#### Баланс
| Ранг | Команда                             | Страна   | Очки  |
| ---- | ----------------------------------- | -------- | ----- |
| 1    | Сергей Чижевский, Валерий Ляпунов   | СССР     | 19,83 |
| 2    | Румен Лачков, Неделко Неделчев      | Болгария | 19,76 |
| 3    | Роберт Вультанский, Мариуш Полански | Польша   | 19,46 |

#### Темп
| Ранг | Команда                             | Страна | Очки  |
| ---- | ----------------------------------- | ------ | ----- |
| 1    | Роберт Вультанский, Мариуш Полански | Польша | 19,32 |
| 2    | Роберт Ильч, Александр Грассманн    | ФРГ    | 19,02 |
| 3    | Сергей Чижевский, Валерий Ляпунов   | СССР   | 18,83 |

### Смешанные пары

#### Многоборье
| Ранг | Команда                                | Страна   | Очки  |
| ---- | -------------------------------------- | -------- | ----- |
| 1    | Миглена Бачева, Светлозар Желясков     | Болгария | 29,70 |
| 1    | Светлана Махаличева, Евгений Махаличев | СССР     | 29,70 |
| 3    | Магдалена Сиран, Томаш Смола           | Польша   | 29,36 |

#### Баланс
| Ранг | Команда                                | Страна   | Очки  |
| ---- | -------------------------------------- | -------- | ----- |
| 1    | Миглена Бачева, Светлозар Желясков     | Болгария | 19,80 |
| 1    | Светлана Махаличева, Евгений Махаличев | СССР     | 19,80 |
| 3    | Магдалена Сиран, Томаш Смола           | Польша   | 19,49 |

#### Темп
| Ранг | Команда                                | Страна   | Очки  |
| ---- | -------------------------------------- | -------- | ----- |
| 1    | Миглена Бачева, Светлозар Желясков     | Болгария | 19,80 |
| 1    | Светлана Махаличева, Евгений Махаличев | СССР     | 19,80 |
| 3    | Магдалена Сиран, Томаш Смола           | Польша   | 19,66 |

### Женские группы

#### Многоборье
| Ранг | Команда                                                  | Страна   | Очки  |
| ---- | -------------------------------------------------------- | -------- | ----- |
| 1    | Бояна Ангелова, Стефка Баракова, Аргира Кырджалиева      | Болгария | 29,70 |
| 1    | Наталья Анисимова, Инга Гиоргибиани, Светлана Макарычева | СССР     | 29,70 |
| 3    | Элс Де Ягер, Эг Ван Малгедем                             | Бельгия  | 27,46 |

#### Баланс
| Ранг | Команда                                                  | Страна   | Очки  |
| ---- | -------------------------------------------------------- | -------- | ----- |
| 1    | Бояна Ангелова, Стефка Баракова, Аргира Кырджалиева      | Болгария | 19,80 |
| 1    | Наталья Анисимова, Инга Гиоргибиани, Светлана Макарычева | СССР     | 19,80 |
| 3    | Дорота Клепацка, Дорота Ласковска, Камила Запытовска     | Польша   | 19,10 |

#### Темп
| Ранг | Команда                                                  | Страна   | Точка |
| ---- | -------------------------------------------------------- | -------- | ----- |
| 1    | Бояна Ангелова, Стефка Баракова, Аргира Кырджалиева      | Болгария | 19,80 |
| 1    | Наталья Анисимова, Инга Гиоргибиани, Светлана Макарычева | СССР     | 19,80 |
| 3    | Дорота Клепацка, Дорота Ласковска, Камила Запытовска     | Польша   | 19,10 |

### Женские пары

#### Многоборье
| Ранг | Команда                         | Страна         | Очки  |
| ---- | ------------------------------- | -------------- | ----- |
| 1    | Милена Дашева, Николина Колева  | Болгария       | 29,73 |
| 2    | Элисон Тоут, Эмма Карлайл       | Великобритания | 28,76 |
| 3    | Петра Уортманн, Мэрион Линкевиц | ФРГ            | 28,63 |

#### Баланс
| Ранг | Команда                         | Страна         | Очки  |
| ---- | ------------------------------- | -------------- | ----- |
| 1    | Милена Дашева, Николина Колева  | Болгария       | 19,83 |
| 2    | Марина Ткаченко, Елена Кандзюба | СССР           | 19,60 |
| 3    | Элисон Тоут, Эмма Карлайл       | Великобритания | 19,20 |

#### Темп
| Ранг | Команда                         | Страна         | Очки  |
| ---- | ------------------------------- | -------------- | ----- |
| 1    | Милена Дашева, Николина Колева  | Болгария       | 19,86 |
| 2    | Марина Ткаченко, Елена Кандзюба | СССР           | 19,63 |
| 3    | Элисон Тоут, Эмма Карлайл       | Великобритания | 19,20 |

### Женская акробатика

#### Многоборье
| Ранг | Гимнаст           | Страна         | Очки  |
| ---- | ----------------- | -------------- | ----- |
| 1    | Мария Димова      | Болгария       | 29,29 |
| 2    | Филиппа Мьюзикент | Великобритания | 28,89 |
| 3    | Валерия Киш       | Венгрия        | 28,69 |

#### Кувырок
| Ранг | Гимнаст           | Страна         | Очки  |
| ---- | ----------------- | -------------- | ----- |
| 1    | Мария Димова      | Болгария       | 19,56 |
| 2    | Людмила Громова   | СССР           | 19,50 |
| 3    | Филиппа Мьюзикент | Великобритания | 19,36 |

#### Вращения
| Ранг | Гимнаст           | Страна         | Очки  |
| ---- | ----------------- | -------------- | ----- |
| 1    | Пенка Ненова      | Болгария       | 19,60 |
| 2    | Валерия Киш       | Венгрия        | 19,33 |
| 3    | Филиппа Мьюзикент | Великобритания | 19,20 |